# جورجي سيتشينافا
جورجي سيتشينافا (مواليد 15 سبتمبر 1944) هو لاعب كرة قدم. لعب مع منتخب الاتحاد السوفييتي لكرة القدم. سبق له أن لعب في كأس العالم لكرة القدم مع منتخب بلاده.

## روابط خارجية
- جورجي سيتشينافا على موقع الاتحاد الدولي (مؤرشف)  (الإنجليزية)
- جورجي سيتشينافا على موقع قاعدة بيانات كرة القدم.إي يو (الإنجليزية)
- جورجي سيتشينافا على موقع ناشيونال فوتبول تيمز (الإنجليزية)